# Irina Atikovna Azizjan
Irina Atikovna Azizjan (oroszul: Ирина Атыковна Азизян) (Moszkva, 1935. április 9. – Moszkva, 2009. június 22.) orosz művészettörténész, építész, festőművész, szakíró. A Kazimir Szeverinovics Malevics-alapítvány szakértője.

## Pályafutása
1960-ban végzett a Moszkvai Építészeti Intézet építész szakán. Az Intézetben kezdett tanítani, és 1988-ban az építészelméleti tanszék vezetője lett. Érdeklődési és kutatási területe az orosz avantgárd, valamint az építészet és a képzőművészet kölcsönhatása a kultúrában. Több mint 500 tudományos publikációja jelent meg. 1975-ben, 1985-ben és 1995-ben egyéni kiállításon mutatta be képeit. 
Életének utolsó éveiben Alexander Archipenkóról szóló monográfián dolgozott, amely posztumusz jelent meg.
Festményei Moszkvában, a Keleti Művészet Múzeumában, az Alekszej Viktorovics Csuszevről elnevezett Állami Építészeti Múzeumban, az  Voroncov-palotában (Alupka, Krím) láthatók. Néhány műve moszkvai, szentpétervári, jereváni, román, spanyol és amerikai magángyűjteményben látható.

## Galéria

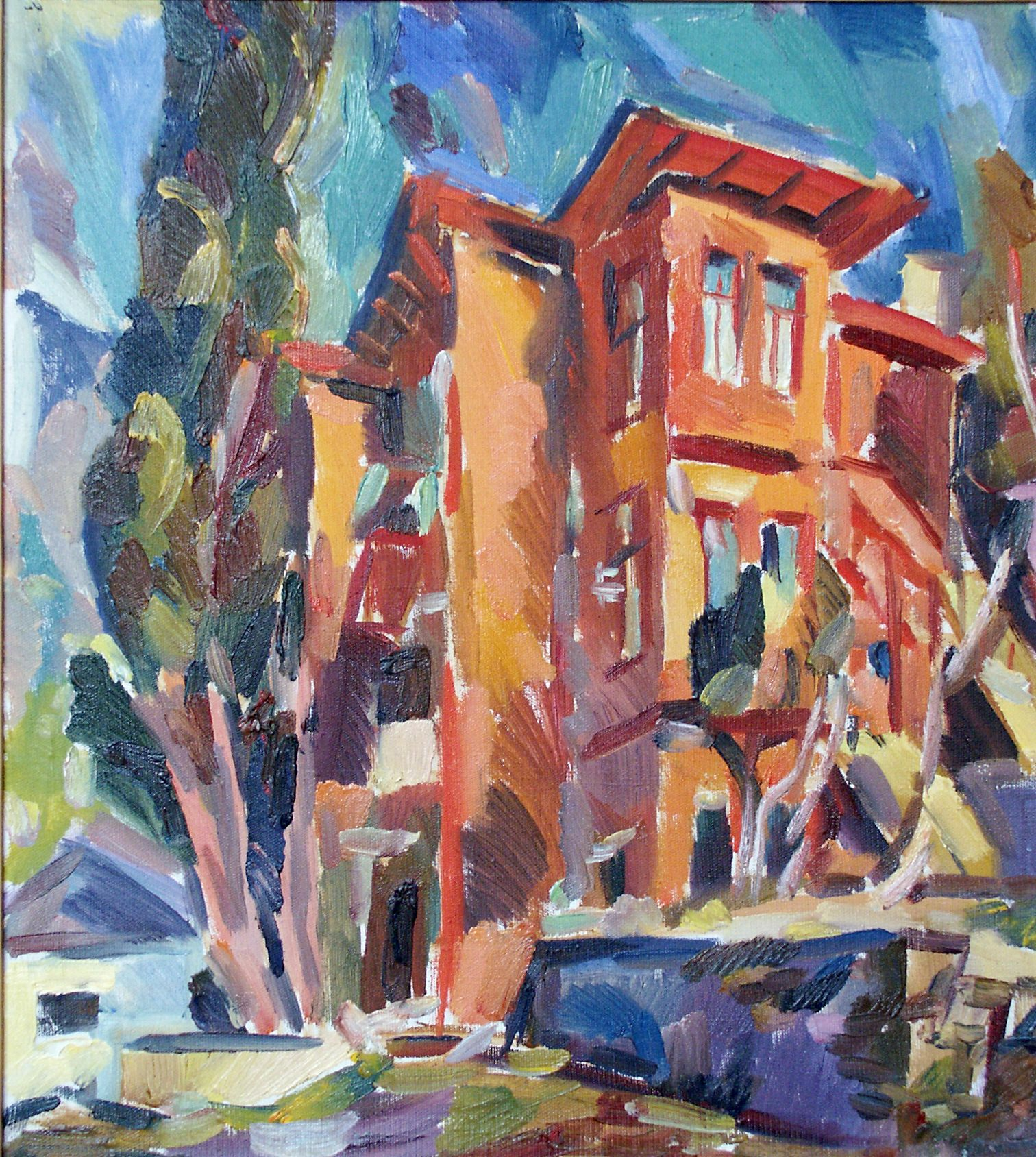
Vörös ház Gurzufban
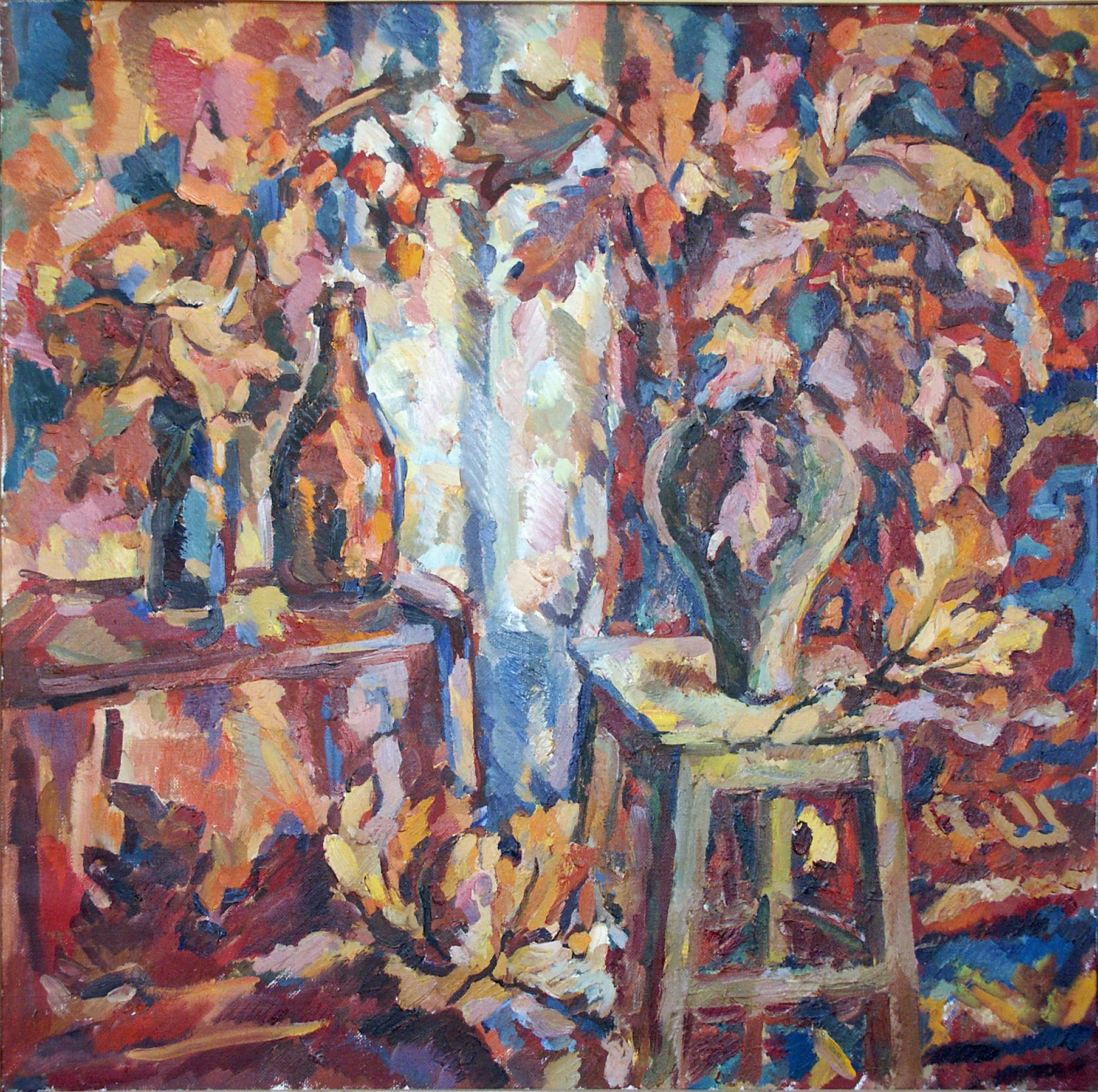
Vörös falevelek
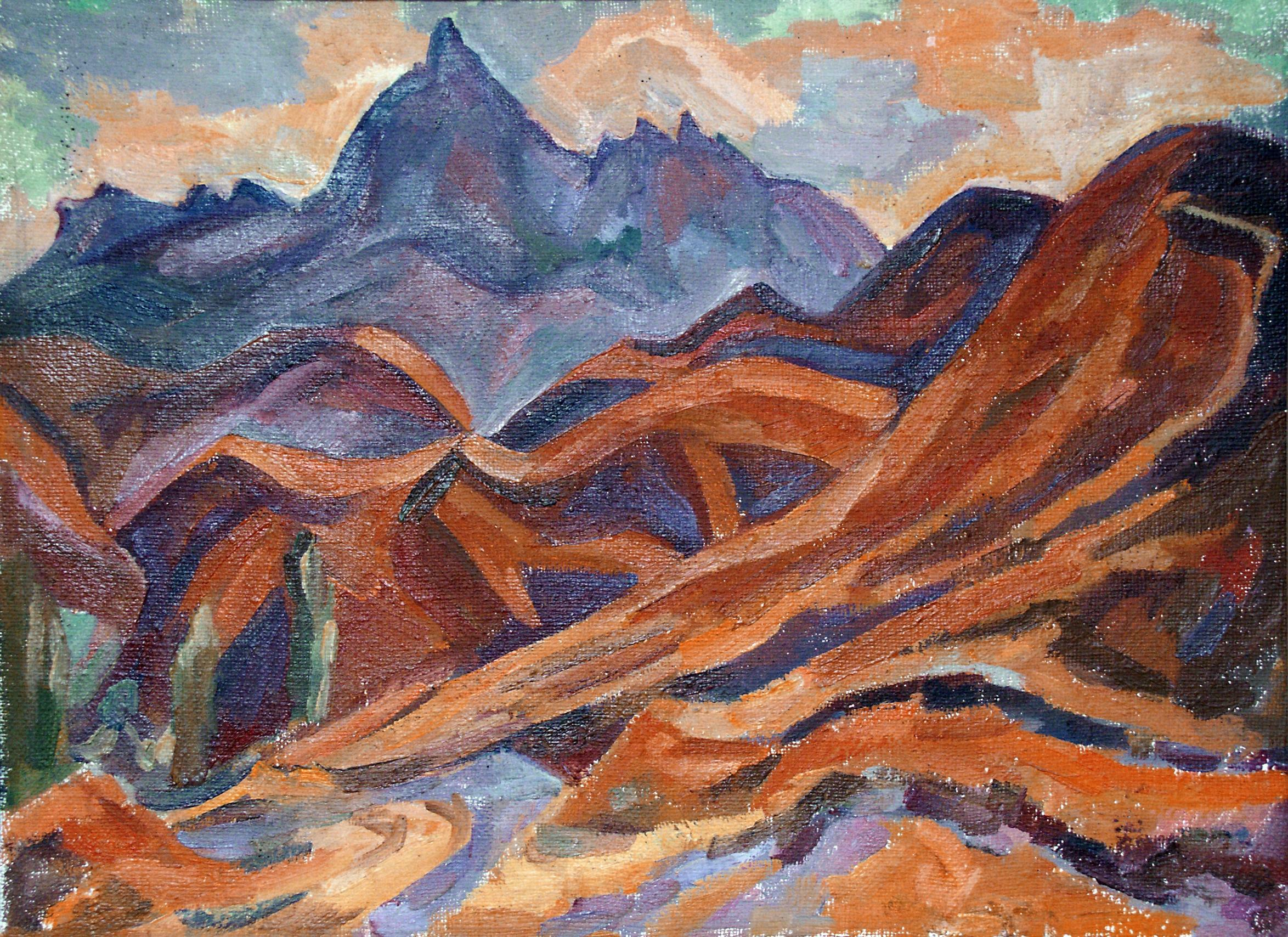
Kimmer táj
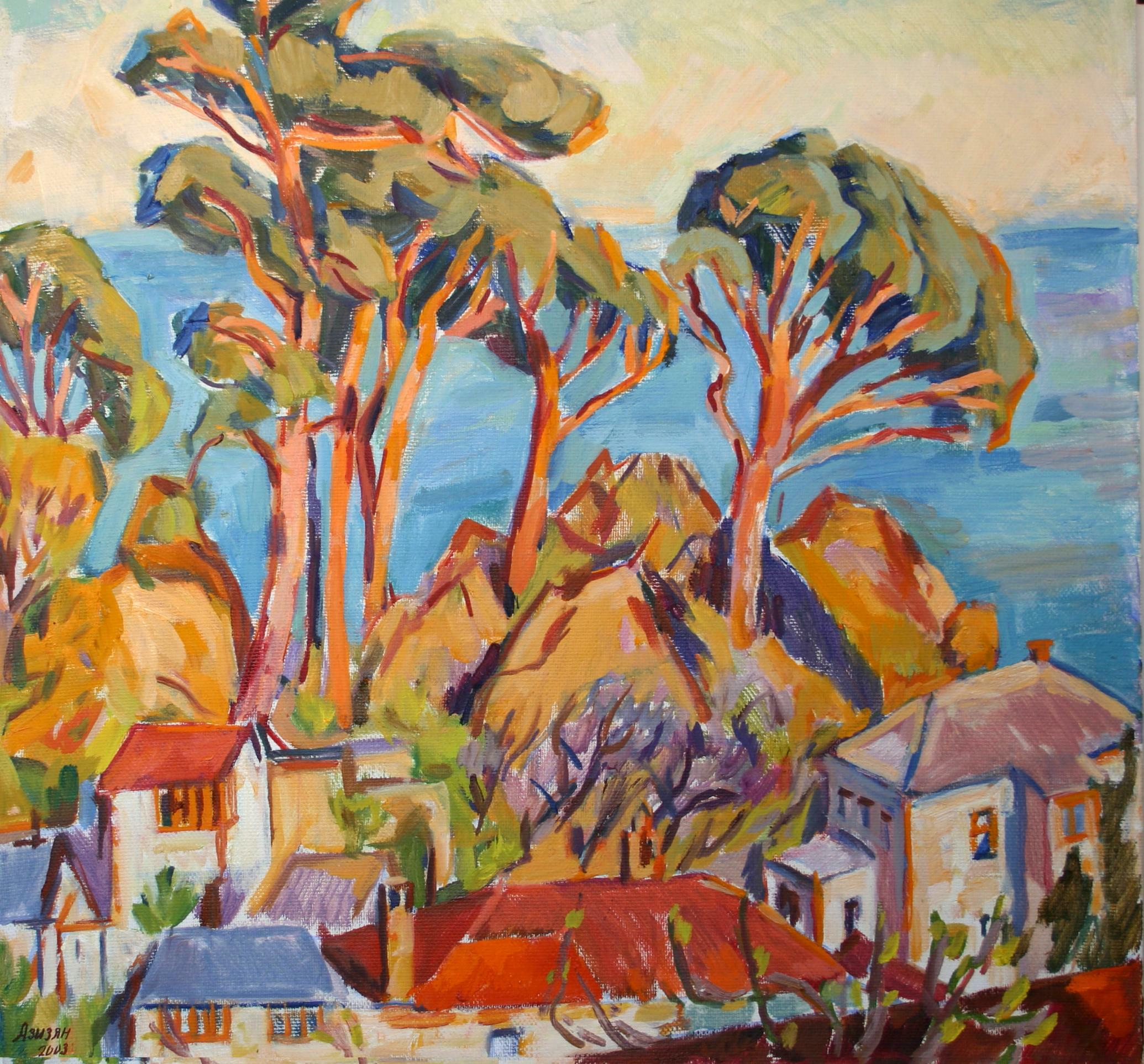
Mandulafenyők Alupkában

## Fordítás
- Ez a szócikk részben vagy egészben  az   Irina Atykowna Asisjan című német Wikipédia-szócikk fordításán alapul.  Az eredeti cikk szerkesztőit annak laptörténete sorolja fel. Ez a jelzés csupán a megfogalmazás eredetét és a szerzői jogokat jelzi, nem szolgál a cikkben szereplő információk forrásmegjelöléseként.